# Ács Lipót
Ács Lipót, 1903-ig Auerbach Lipót (Vizsoly, 1868. augusztus 6. – Budapest, 1945. július 9.) magyar festő, keramikus, etnográfus, tanár.

## Tanulmányai
Auerbach Károly és Stern Katalin fia. Elemi iskoláit és a gimnázium alsó négy osztályát Vizsolyon és Iglón végezte, majd (1883) Kassára került, ahol a középiskolai tanulmányait befejezte. A budapesti Mintarajziskolában Aggházy Gyula, Greguss János, Schulek Frigyes, Strobl Alajos és Székely Bertalan növendéke (1889–1893), majd a Képzőművészeti Főiskolán Lotz Károly mesteriskolájában tanult és rajztanári oklevelet szerzett (1895). Velencében (1894, 1899, 1903, 1908), Firenzében (1894, 1903), Münchenben és Bécsben 1895) volt tanulmányúton.

## Munkahelyei
Az abaúj-csányi népiskola tanítója (1888), a budapesti magyar királyi Gyakorló Főgimnázium (Trefort u.) ösztöndíjas gyakorló tanára volt. A Sümegi Állami Reáliskola rajztanára (1895–1896), a Szekszárdi Állami Főgimnázium rajztanára és a Tolna vármegyei Múzeum Képzőművészeti Gyűjteményének gondozója (1896–1912), a Magyar Néprajzi Múzeum munkatársa (1912–1921), 1932-ben nyugdíjba vonult. Közben Szekszárdon (1901) kerámiaműhelyt alapított, Őcsényben (1902–1903) háziipari telepet létesített, majd Fischer Emil Majolikagyárának tervezője (1908–1909) lett. Kerámiákat, díszítményeket, vázákat, korsókat készített. A Thonet-Mundus hajlított bútorgyárak magyarországi műszaki vezetője (1927–1928), a Corvin Áruház Rt. művészeti tanácsadója (1932–1937). Írásai elsősorban a Magyar Rajztanárok Országos Egyesülete Értesítőjében (1902-től), a Magyar Iparművészetben (1905-től), a Népművelésben (1907-től), A Ház (1910-től) és A Gyermek (1935-től) c. lapokban jelentek meg.

## Társadalmi tevékenysége
Társadalmi tevékenysége jelentős volt. A szekszárdi Munkásgimnázium helyettes igazgatója (1911–1912), a Múzeumegylet által fenntartott "Szabad Liceum" vezetője (1912-ig). A szekszárdi királyi Törvényszék kinevezett hites írásszakértője. A szekszárdi izraelita iskolaszék és az izraelita hitközség képviselő-testületének tagja (1898–1912). A Magyar Gyermektudományi Társaság igazgató tanácsának tagja.

## Kiállításai
- Milánói Világkiállítás (Steig Flóriánnal, 1906, aranyérem),
- Pécs (1907 áll. ezüstérem)
- London (1908)
- Miskolc (1911)
- Fészek klub (Budapest, 1914)
- Helsinki (1922, elismerő oklevél)

## Fő művei
- Sárközi hímzések (Magyar Iparművészet 1905)
- Múzeális vándorkiállítások (Népművelés 1907)
- Tolnamegyei kanászkürt (Néprajzi Értesítő 1910)
- A sárközi szokások (Vasárnapi Ujság 1911)
- Boros Nepomuk János (Művészet 1912)
- Kegyes József (Művészet 1912)
- Népművészet és népiskola (Gyermek 1912)
- Die Volkskunst im Dienste der Volks-Schule (Neue Bahnen 1916)
- Népművészeti gyűjtés (Budapest, 1928)